# Янбаев, Ренат Рудольфович
Рена́т Рудо́льфович Янба́ев (род. 7 апреля 1984, Ногинск, Московская область, РСФСР, СССР) — российский футболист, крайний защитник, Заслуженный мастер спорта России (2008).
Янбаев родился в Ногинске. С 10 лет он выступал за академию ЦСКА, позже играл за дублирующий состав московского клуба, но за основную команду так и не дебютировал. В 2005—2006 годах Ренат представлял «Химки» и краснодарскую «Кубань», а в 2007 перешёл в «Локомотив», за который отыграл 10 сезонов. Будучи игроком «железнодорожников» Янбаев стал вызываться в сборную России, трижды включался в список 33 лучших футболистов чемпионата России, стал бронзовым призёром чемпионата России 2013/14 и обладателем кубков России 2015 и 2017. В 2017 году он перешёл в «Краснодар», но сыграл за клуб лишь три матча во всех соревнованиях. С 2019 года выступает за «Знамя».
В период с 2008 по 2012 год Янбаев привлекался к играм за сборную России, был в заявке национальной команды на чемпионат Европы 2008, в ходе которого россияне дошли до полуфинала (сам Янбаев на поле в рамках турнира не выходил).

## Ранние годы
Янбаев родился 7 апреля 1984 года в Ногинске. Его отец работал на местном заводе радиотехнических изделий, мать — в воинской части. Наполовину татарин. Ренат с раннего возраста проявлял интерес к футболу и в семь лет пошёл в спортивную школу. Через три года первый тренер Янбаева, Андрей Германович Струнов, видевший в юном игроке потенциал, предложил отвезти Рената на просмотр в московский ЦСКА. Попытка оказалась удачной: через несколько месяцев тренировок его зачислили в команду, возглавляемую Алексеем Говязиным, которого впоследствии сменил Михаил Христич. В первые два года занятий Янбаев добирался до столицы прямо из родного Ногинска в сопровождении родственников, и такие переезды были довольно тягостными как для семьи, так и для самого футболиста, поэтому в 12 лет Ренат поселился в интернате. Талантливый и при этом трудолюбивый, Янбаев выступал за школу «армейцев», играя на позиции нападающего и крайнего полузащитника, и выделялся среди сверстников высокой скоростью и целеустремлённостью. В 2001 году Ренат, хорошо проявлявший себя в юношеской команде и замеченный тренером основного состава ЦСКА Павлом Садыриным, был переведён в дублирующий состав клуба.

## Клубная карьера

### ЦСКА. Аренда в «Анжи»
В 2002 году «армейцы» внесли Янбаева в заявку для участия в турнире дублёров, в рамках которого Ренат сыграл 20 матчей и забил 2 гола: в ворота «Спартака» и махачкалинского «Анжи». Также в тот период его регулярно вызывали в юношескую сборную России.
В 2003 году президент ЦСКА Евгений Гинер предложил Янбаеву, не проходившему в состав основной команды, на правах годичной аренды перейти в «Анжи» — клуб первого дивизиона. Ренат согласился, и за сезон в Махачкале сыграл в 20 матчах, отметившись голом в поединке с тольяттинской «Ладой». По окончании срока аренды он вернулся в московский клуб, но в первой же игре первенства дублёров 2004 он сломал пятую плюсневую кость и выбыл из строя на полгода. Залечив травму, Янбаев так и не смог пробиться в главную команду и заканчивал сезон в «дубле».
В январе 2005 года Ренат перешёл в «Химки». За основной состав «армейцев» футболист не провёл ни одного матча, по его собственным словам, из-за присутствия в команде нескольких высококвалифицированных крайних полузащитников: Ролана Гусева, Артура Тлисова и Юрия Жиркова.

### «Химки» и «Кубань»
Перед началом сезона «Химки» считались одними из главных претендентов на выход в РФПЛ. К тому же, в составе подмосковной команды находились Руслан Нахушев, Александр Антипенко, игравшие с Янбаевым в ЦСКА, его партнёр по юношеской сборной Александр Данишевский и бывший капитан московского «Спартака» Андрей Тихонов, поэтому Ренат счёл переход в стан «красно-чёрных» «классным вариантом» продолжения карьеры. Янбаев дебютировал за новый клуб 16 марта 2005 года в матче кубка России против владикавказской «Алании», выйдя на замену в концовке встречи. В том сезоне он принял участие в 20 играх Первого дивизиона. «Химки» же заняли 4 место, не дававшее право перехода в высшую лигу, и в межсезонье многие игроки также приняли решение покинуть коллектив. Заинтересованность в трансфере Рената проявляли «Крылья Советов» и казанский «Рубин», но в итоге он перешёл в краснодарскую «Кубань», с которой подписали контракты ещё несколько химчан: футболисты Олег Иванов и Шамиль Асильдаров и главный тренер Павел Яковенко — первый наставник, начавший использовать Янбаева на позиции флангового защитника, впоследствии ставшей для Рената профильной.
Сезон 2006 года для Рената можно назвать знаковым: он получил твёрдое место в основном составе «Кубани» (до этого он довольствовался лишь ролью игрока ротации) и стал одним из лидеров той команды. Янбаев впервые вышел на поле в футболке краснодарцев 26 марта в матче против «СКА-Энергии». 4 августа он отметился дебютным мячом за «Кубань», поразив ворота «Анжи», а уже через три дня забил победный гол в ворота астраханского «Волгаря». К концу чемпионата на счёту Рената было 4 гола в 42 матчах. Также он 8 раз включался в символическую сборную тура по версии «Спорт-Экспресс», занял 8 место в списке лучших футболистов Первого дивизиона по мнению представителей команд, удостоившись отдельной похвалы от лидера голосования Андрея Тихонова и был признан Василием Уткиным игроком года в «Кубани». «Жёлто-зелёные», в свою очередь, завоевали серебряные медали турнира и тем самым получили право выступать в Премьер-лиге в следующем сезоне. К тому времени Янбаев зарекомендовал себя как универсальный футболист, способный уверенно действовать на любой позиции на фланге, за что в марте 2007 года газета «Спорт-Экспресс» включила его в число «потенциально наиболее ярких новичков чемпионата России». 1 апреля в матче 3-го тура против нальчикского «Спартака» Ренат забил свой первый гол в высшем дивизионе. На старте турнира «Кубань» не выглядела убедительно, набрав за 5 игр лишь три очка. По этой причине Павел Яковенко был уволен, а место главного тренера занял Леонид Назаренко. Новый наставник стал выделять Янбаеву меньше времени на поле и иногда использовал его на несвойственных позициях (например, в линии атаки). Летом появились сообщения об интересе к игроку со стороны столичных клубов. 15 июня Ренат подал заявление в Палату по разрешению споров РФС с целью расторжения контракта с краснодарской командой из-за долгов по зарплате. Он продолжал выступления за «жёлто-зелёных» вплоть до матча с ЦСКА 1 июля, за день до которого стало известно, что Янбаев согласовал переход в московский «Локомотив» и подпишет договор с клубом после завершения процедуры разрыва контракта с «Кубанью». Официально о трансфере было объявлено 13 июля.
Всего за «Кубань» Янбаев сыграл 55 матчей и забил в них 5 голов.

### «Локомотив»
Дебютировал за «Локомотив» Янбаев 22 июля в матче против ЦСКА. Скоростные навыки футболиста и его умение подключаться к атакам из глубины органично сочетались с игровой концепцией Анатолия Бышовца, и Ренат, проведя несколько уверенных матчей, стал основным крайним защитником команды. В сентябре он впервые принял участие в еврокубковой встрече, соперником «железнодорожников» в которой был норвежский «Мидтьюлланн». Осенью «железнодорожники» неудачно выступали в чемпионате и Кубке УЕФА. По мнению журналиста «Спорт-Экспресса» Павла Новикова, Янбаев, как и вся команда, в концовке сезона не выглядел так «впечатляюще», как летом после перехода, но в целом эксперты положительно оценивали игру Рената в течение первых шести месяцев в качестве футболиста «Локо». 2008 год начался для него с вызова в национальную команду России для прохождения краткосрочного тренировочного сбора в Турции. В мае после удачного как для Янбаева, так и для клуба отрезка в чемпионате главный тренер Гус Хиддинк включил Рената в состав сборной на чемпионат Европы. В матчах турнира футболист не выходил на поле, но, по его словам, «получил ценный опыт». Концовка сезона для «железнодорожников» выдалась неудачной (являясь претендентами на медали весной, в итоге они заняли лишь седьмое место). Тем не менее, Янбаев вошёл в список 33 лучших игроков, а также стал одним из лидеров среди правых защитников РФПЛ по оценкам газет «Спорт-Экспресс» и «Советский спорт».
В сезоне 2009 «Локомотив» выступил более удачно: заняв четвёртое место в чемпионате, клуб получил право участия в отборочном раунде Лиги Европы 2010/11. Янбаев выходил на поле во всех 30 матчах национального первенства, а в августе продлил контракт с «железнодорожниками» до 2013 года. В декабре исполком РФС второй раз подряд включил игрока в число 33-х лучших футболистов РФПЛ. В 2010 году Янбаев продолжил демонстрировать уверенную игру, и летом появились сообщения о его возможном переходе в лондонский «Арсенал», но конкретного предложения о трансфере в клуб не поступило. 19 сентября 2010 Янбаев провёл 100-й матч в составе «железнодорожников» (в нём он отметился автоголом). По окончании сезона Ренат выразил недовольство результатами «Локомотива», в частности непопаданием в тройку призёров и вылетом из Лиги Европы, но отметил беспроигрышную серию в концовке, благодаря которой команда заняла пятое место и квалифицировалась в еврокубки. Зимой «Рубин» и «Зенит» проявляли заинтересованность в трансфере Янбаева, но клуб отказался продавать игрока.
Чемпионат России 2011/12 проводился в два этапа. В межсезонье на пост главного тренера был назначен Юрий Красножан, но летом его сменил Жозе Коусейру. 18 августа 2011 года в матче 4-го квалификационного раунда Лиги Европы против «Спартака» из Транвы, завершившимся со счётом 2:0, Ренат забил свой первый гол за «Локомотив». 25 сентября в игре с «Рубином» защитник появился на поле с капитанской повязкой, которую доверил ему Коусейру на время отсутствия в составе Дмитрия Лоськова и Дмитрия Сычёва. При португальском наставнике «железнодорожники» отличались надёжной игрой в обороне (например, в июне и августе команда не пропустила ни одного мяча), а Янбаев получал положительные оценки о своих выступлениях от экспертов. Клуб смог выйти в 1/16 финала Лиги Европы, где его соперником стал испанский «Атлетик Бильбао», а также попал в первую восьмёрку в РФПЛ, продолжившую разыгрывать между собой медали и места в еврокубках. В первом матче с испанцами 16 февраля Янбаев отдал голевой пас на Фелипе Кайседо, чей мяч оказался победным. Во второй игре «Локомотив» уступил баскам (0:1) и выбыл из турнира по правилу выездного гола. В обоих поединках Ренат неуверенно действовал в обороне, за что подвергся критике. В чемпионате команда набрала лишь 12 очков в 14 турах второго этапа и заняла итоговое седьмое место. Защитник пропустил заключительные два месяца из-за травмы.

#### Аренда в «Зенит»
Летом Жозе Коусейру был уволен, а на его место пришёл Славен Билич, который не был удовлетворён самоотдачей Янбаева и использовал на позициях крайних защитников Андрея Ещенко и Романа Шишкина. Ренат в стартовых турах оставался на скамейке, и в сентябре был отдан в аренду в петербургский «Зенит» до конца сезона 2012/13. 14 сентября в матче против «Терека» он дебютировал за новый клуб. 26 ноября в игре против ЦСКА Янбаев забил первый в карьере гол в рамках РФПЛ. Осенью из-за травм клубу не мог помочь Доменико Кришито, и Ренат, по мнению корреспондента «Чемпионата» Олега Лысенко, «достаточно гармонично смотрелся на позиции итальянца». В январе руководство «Локомотива» воспользовалось опцией преждевременного прекращения арендного соглашения и вернуло Рената в расположение московской команды. В интервью после возвращения защитник сказал: «Считаю, полгода в Питере пошли мне на пользу. Соглашаясь на эту аренду, понимал, что сразу пробиться в основу будет тяжело. Но в итоге из 14 возможных матчей сыграл в тринадцати».

#### Возвращение в «Локомотив»
В феврале Билич и репортёр «Спорт-Экспресса» Антон Матвеев отмечали усердие в работе Янбаева на зимних сборах. Весной игрок выходил на поле во всех 11 матчах и во встрече с «Амкаром» 5 мая отличился забитым мячом. «Железнодорожники» по итогам чемпионата заняли на тот момент самое низкое в российской истории клуба девятое место, что не помешало Ренату войти в число 33-х лучших футболистов турнира. Следующий сезон получился более успешным: «Локо» под руководством Леонида Кучука завоевал бронзовые медали Премьер-лиги. Янбаев принял участие в 19 матчах первенства, не отметившись в них голами. Чемпионат России 2014/15 начался для защитника с травмы: после игры третьего тура с «Ростовом» у него диагностировали частичный разрыв приводящей мышцы левого бедра, из-за чего он пропустил три недели. 30 ноября в дерби со «Спартаком» он вновь получил травму и вернулся в строй только в конце февраля. За места на краях обороны «железнодорожников» помимо Рената в то время конкурировали Виталий Денисов, Роман Шишкин и Арсений Логашов, и Янбаев после зимнего перерыва лишь 4 раза выходил на поле с первых минут. В следующем сезоне игровое время Рената сократилось ещё больше (10 матчей в чемпионате, из которых 6 — в стартовом составе). Зимой появились сообщения об уходе защитника из «Локомотива», но клуб опроверг эту информацию.
В августе 2016 года пост главного тренера «Локомотива» занял уже знакомый Янбаеву Юрий Сёмин. В начале сезона Ренат не проходил в состав, но ближе к зимнему перерыву стал чаще появляться на поле. Наставник «железнодорожников» хвалил футболиста за хорошую физическую форму, терпение и качественную игру. Однако летом заканчивался действовавший трудовой договор Рената с «Локо», и зимой, не дождавшись предложения о продлении контракта от руководства клуба (оно было сделано, но уже после соглашения с южанами), он достиг договорённости с «Краснодаром» на предмет присоединения к команде по окончании сезона. Вплоть до апреля защитник выходил на поле в матчах чемпионата, но затем Сёмин узнал о договоре игрока с «быками» и перестал использовать Рената в официальных матчах. В мае «Локомотив» стал обладателем кубка России 2016/17, но в финальной игре Янбаев участия не принимал.
Решение покинуть «Локомотив» Янбаев впоследствии неоднократно называл ошибочным. В 2019 году в интервью порталу Sportbox на вопрос об уходе он ответил следующим образом:

Мне нужно в первую очередь было менять себя, а не место. Уже подписав контракт, ещё полгода был в «Локомотиве». Все воспринималось по-другому. Не до конца осознавал, что делаю. А в аэропорту думал: «Мой дом в Москве, в Баковке, в „Черкизове“, в „Локомотиве“… Меня там все любят, все знают, ценят, доверяют». «Локомотив» при Палыче и правда был семьей. На первом сборе «Краснодара» тоска усилилась. Потом втянулся в работу, и мысли уже были только о футболе. Наверное, у многих было такое чувство. Многие же в детстве говорили, что хотят уйти из дома, но только после ухода понимали, что сделали глупость. Примерно, такие чувства были и у меня. Одно могу сказать, что это был только мой выбор, получается обманул сам себя. Ушел из семьи.

Всего за «железнодорожников» игрок провёл 236 матчей и забил 2 гола.

### «Краснодар»
13 июня 2017 года Янбаев подписал двухлетний контракт с «Краснодаром». Однако в футболке «быков» защитник появлялся на поле лишь трижды: 27 июля в матче третьего квалификационного раунда Лиги Европы против «Люнгбю», 13 августа в шестом туре чемпионата России против «Амкара» и 20 сентября во встрече 1/16 финала Кубка России против «Томи». 24 июля 2018 года контракт клуба с Ренатом был расторгнут по обоюдному согласию сторон. По мнению самого футболиста, он не получал игровой практики из-за своей недостаточной готовности.

### «Знамя»
После ухода из «Краснодара» Ренат не занимался активным поиском вариантов продолжения карьеры. Летом 2019 года Янбаев стал игроком команды «Знамя» из родного Ногинска, выступавшей в Лиге «А» чемпионата Московской области, ведомой Романом Павлюченко. Также в клуб были приглашены бывшие футболисты «Локомотива» Александр Самедов и Александр Шешуков. Перед сезоном 2020/21 стало известно, что «Знамя» примет участие в первенстве ПФЛ. В ходе розыгрыша турнира Янбаев принял участие в 23 матчах и забил 1 гол, а его команда заняла 9 место из 16. В сезоне 2021/22 клуб выступает в группе 2 второго дивизиона ФНЛ.
В 2023 году играл в Медиалиге за «Сахалинец».

## Карьера в сборной
Янбаев был членом юношеской сборной России, составленной из игроков 1984 года рождения и проходившей отбор на чемпионат Европы среди юношей до 19 лет 2003. Возглавлял её Юрий Смирнов. Ренат принял участие во всех трёх матчах первого квалификационного этапа, отметившись забитым голом во встрече с Албанией. Россияне смогли пройти в следующую стадию, но по её итогам дальше продвинуться не смогли из-за разницы мячей, хотя не проиграли ни одной из трёх игр. В решающем матче с португальцами Янбаев на 84-й минуте получил прямую красную карточку.
Специалисты и журналисты часто называли Янбаева кандидатом в молодёжную сборную. Также в 2005 году Ренат выступал за юниорскую команду, созданную для подготовки к квалификации к молодёжному ЧЕ-2007 и участвовавшую в товарищеских матчах. Тем не менее, футболист так и не сыграл за «молодёжку», лишь однажды, в сентябре 2006 года, попав в расширенный список игроков, вызванных для участия в отборочном матче к Евро-2007 (в окончательную заявку он внесён не был).
В начале 2008 года главный тренер национальной команды Гус Хиддинк вызвал Рената на тренировочный сбор. Несмотря на отсутствие опыта выступлений на международной арене, Янбаев считался одним из кандидатов на участие в Евро-2008. 15 мая голландский специалист включил защитника в расширенный состав, а затем, 27 мая, в окончательную заявку для участия в чемпионате Европы. 28 мая Янбаев дебютировал за национальную команду в товарищеском матче с Сербией, выйдя на замену в концовке игры. Товарищескую встречу с Литвой 4 июня он начал с первых минут и был заменён на 76-й минуте. На Евро сборная России дошла до 1/2 финала, но Ренат не выходил на поле ни в одной из игр. Сам футболист отмечал, что поездка на крупный турнир помогла ему набраться опыта и почувствовать атмосферу больших соревнований.

В августе Янбаев принял участие в матче с Нидерландами, в котором ему на фланге противостоял Арьен Роббен. Ренат удачно действовал против известного оппонента, а Хиддинк после матча заявил: 
…хорошо, что у нас есть такая боевая единица, как Янбаев. Он провел прекрасную игру против одного из лучших левых крайних мира — Арьена Роббена. Я хорошо знаю этого футболиста — он играл у меня в ПСВ — и отдаю себе отчет, насколько сложно против него действовать. Но Янбаев нейтрализовал Роббена полностью! Это очень большое достижение, и мне приятно, что у нас есть игрок, способный на такое.
 11 октября защитник дебютировал в официальных международных играх, выйдя на матч квалификации к чемпионату мира 2010 с Германией в стартовом составе на левом фланге обороны. Янбаев не слишком уверенно действовал по ходу первого тайма, а россияне к перерыву уступали со счётом 0:2, поэтому на 46-й минуте защитник был заменён на Алана Дзагоева. Защитника продолжили вызывать в национальную команду в ходе отборочного цикла, однако в его рамках он принял участие лишь в трёх играх (включая поединок с немцами). Россия заняла второе место в подгруппе и вышла в стыковые матчи, где её соперником стала Словения. Янбаев был приглашён для участия в них. В первой игре, которая проходила в «Лужниках», он остался на скамейке запасных, а россияне одержали победу 2:1. В ответной встрече Хиддинк с первых минут выпустил Рената на позицию левого защитника. Янбаев действовал с самоотдачей и желанием и справлялся со своими прямыми обязанностями, но в перерыве был заменён для усиления центра поля. Сборная уступила в матче со счётом 0:1 и не попала на чемпионат мира.
В 2010 году наставником сборной России стал Дик Адвокат, который заявил, что навыки Янбаева как левого защитника не соответствуют уровню национальной команды, с чем не согласились как журналисты, так и, например, тренер «Локомотива» Юрий Сёмин. В мае 2011 голландец всё же вызвал футболиста в расположение сборной для подготовки к отборочному матчу чемпионата Европы с Арменией и товарищеской встрече с Камеруном, отметив прогресс в игре Рената. Янбаев вышел на поле в двух этих матчах, но при Адвокате он за сборную больше не сыграл. Перед Евро-2012 Янбаев не имел постоянной практики в клубе и поэтому не рассматривался как претендент на участие в турнире.
В последний раз за национальную команду Янбаев сыграл 14 ноября 2012 года во встрече с США, уже при Фабио Капелло. Итальянский специалист также приглашал защитника для участия в играх с Португалией и Азербайджаном, но оставлял в них Рената в запасе.
Всего за сборную Ренат провёл 12 матчей.

## Характеристика игрока
Янбаев приходил в ДЮСШ ЦСКА игроком группы атаки и впоследствии выступал за «армейцев» на позиции хавбека. Ренат считался универсалом, способным выступить в защите и полузащите как справа, так и слева. Однако большую часть карьеры Янбаев отыграл на краю обороны, где его начал использовать главный тренер «Кубани» Павел Яковенко. Юрий Сёмин использовал способность Янбаева выступить на обоих флангах и ставил его туда, где у соперника действовал более мобильный и скоростной игрок. Ренат — правша, поэтому, по его словам, ему удобнее играть справа, но и к левому флангу он привык. Дик Адвокат и Сергей Андреев, однако, считали, что использование Янбаева слева нецелесообразно из-за его низкого уровня владения нерабочей ногой.
Отличительной чертой Янбаева являлась скорость: Гус Хиддинк называл его одним из самых быстрых игроков мира, а Александр Кержаков — самым скоростным из россиян. Также из сильных сторон футболиста отмечались навык отбора мяча, дриблинг на скорости и выносливость. Александр Самедов и Юрий Жирков в интервью отдельно отмечали, что Янбаева трудно переигрывать в единоборствах. Также Ренат, играя крайнего защитника, часто подключался к атакам своей команды, что создавало дополнительное давление на оборону соперников.
Критиковали Янбаева за плохо развитый навык длинного паса, слабое видение поля и низкую эффективность при завершении атак. Также отмечались проблемы Янбаева с тактической грамотностью, в частности, неверный выбор позиции при потере мяча в атаке, однако журналисты «Спорт-Экспресса» Антон Матвеев и Борис Левин, напротив, положительно отзывались об этом компоненте игры Рената.

## Личная жизнь
Ренат женат, супругу зовут Ирина. Бракосочетание состоялось в 2014 году. В 2015 году у них родился сын Тимур.
Увлекается рыбалкой и просмотром кино, в свободное время любит играть в футбольные симуляторы. Ренат считает себя неазартным и скромным человеком, не любящим повышенного внимания со стороны, хотя отмечает, что в какой-то момент карьеры злоупотреблял развлечениями и крупными денежными тратами. Янбаев страдает аэрофобией.
В детстве Янбаев, как и его отец, болел за московский «Спартак».

## Достижения

### Командные
«Локомотив» (Москва)
- Бронзовый призёр чемпионата России: 2013/14
- Обладатель Кубка России (2): 2014/15, 2016/17[121]

Сборная России
- Бронзовый призёр чемпионата Европы: 2008[121]

### Личные
- В списках 33 лучших футболистов чемпионата России (3): № 2 (2009); № 3 (2008), (2012/13).
- Заслуженный мастер спорта России (2008)[122].

## Статистика

### Клубная
| Клуб             | Сезон                | Лига                 | Лига | Лига | Кубки | Кубки | Еврокубки | Еврокубки | Еврокубки | Итого | Итого |
| Клуб             | Сезон                | Турнир               | Игры | Голы | Игры  | Голы  | Турнир    | Игры      | Голы      | Игры  | Голы  |
| ---------------- | -------------------- | -------------------- | ---- | ---- | ----- | ----- | --------- | --------- | --------- | ----- | ----- |
| Анжи             | 2003                 | Первый дивизион      | 20   | 1    | 4     | 0     | −         | 0         | 0         | 24    | 1     |
| ЦСКА             | 2004                 | Премьер-лига         | 0    | 0    | 0     | 0     | ЛЧ        | 0         | 0         | 0     | 0     |
| Химки            | 2005                 | Первый дивизион      | 20   | 0    | 2     | 0     | −         | 0         | 0         | 22    | 0     |
| Кубань           | 2006                 | Первый дивизион      | 42   | 4    | 1     | 0     | −         | 0         | 0         | 43    | 4     |
| Кубань           | 2007                 | Премьер-лига         | 12   | 1    | 0     | 0     | −         | 0         | 0         | 12    | 1     |
| Кубань           | Итого за «Кубань»    | Итого за «Кубань»    | 54   | 5    | 1     | 0     |           | 0         | 0         | 55    | 5     |
| Локомотив        | 2007                 | Премьер-лига         | 12   | 0    | 0     | 0     | КУ        | 4         | 0         | 16    | 0     |
| Локомотив        | 2008                 | Премьер-лига         | 27   | 0    | 3     | 0     | −         | 0         | 0         | 30    | 0     |
| Локомотив        | 2009                 | Премьер-лига         | 30   | 0    | 1     | 0     | −         | 0         | 0         | 31    | 0     |
| Локомотив        | 2010                 | Премьер-лига         | 30   | 0    | 0     | 0     | ЛЕ        | 2         | 0         | 32    | 0     |
| Локомотив        | 2011/12              | Премьер-лига         | 35   | 0    | 2     | 0     | ЛЕ        | 8         | 1         | 45    | 1     |
| → Зенит          | 2012/13              | Премьер-лига         | 11   | 1    | 2     | 0     | −         | 0         | 0         | 13    | 1     |
| Локомотив        | 2012/13              | Премьер-лига         | 11   | 1    | 0     | 0     | −         | 0         | 0         | 11    | 1     |
| Локомотив        | 2013/14              | Премьер-лига         | 19   | 0    | 1     | 0     | −         | 0         | 0         | 20    | 0     |
| Локомотив        | 2014/15              | Премьер-лига         | 16   | 0    | 1     | 0     | ЛЕ        | 0         | 0         | 17    | 0     |
| Локомотив        | 2015/16              | Премьер-лига         | 10   | 0    | 2     | 0     | ЛЕ        | 3         | 0         | 15    | 0     |
| Локомотив        | 2016/17              | Премьер-лига         | 16   | 0    | 3     | 0     | −         | 0         | 0         | 19    | 0     |
| Локомотив        | Итого за «Локомотив» | Итого за «Локомотив» | 206  | 1    | 13    | 0     |           | 17        | 1         | 236   | 2     |
| Краснодар        | 2017/18              | Премьер-лига         | 1    | 0    | 1     | 0     | ЛЕ        | 1         | 0         | 3     | 0     |
| Знамя (Ногинск)  | 2020/21              | Первенство ПФЛ       | 23   | 1    | 3     | 0     | −         | 0         | 0         | 26    | 1     |
| Знамя (Ногинск)  | 2021/22              | ФНЛ-2                | 20   | 0    | 5     | 0     | −         | 0         | 0         | 25    | 0     |
| Знамя (Ногинск)  | Итого за «Знамя»     | Итого за «Знамя»     | 43   | 1    | 8     | 0     |           | 0         | 0         | 51    | 1     |
| Всего за карьеру | Всего за карьеру     | Всего за карьеру     | 355  | 9    | 31    | 0     |           | 18        | 1         | 404   | 10    |

### В сборной
| Матчи Рената Янбаева за сборную России | Матчи Рената Янбаева за сборную России | Матчи Рената Янбаева за сборную России | Матчи Рената Янбаева за сборную России | Матчи Рената Янбаева за сборную России | Матчи Рената Янбаева за сборную России |
| №                                      | Дата                                   | Оппонент                               | Счёт                                   | Голы Янбаева                           | Соревнование                           |
| -------------------------------------- | -------------------------------------- | -------------------------------------- | -------------------------------------- | -------------------------------------- | -------------------------------------- |
| 1                                      | 28 мая 2008                            | Сербия                                 | 2:1                                    | −                                      | Товарищеский матч                      |
| 2                                      | 4 июня 2008                            | Литва                                  | 4:1                                    | −                                      | Товарищеский матч                      |
| 3                                      | 20 августа 2008                        | Нидерланды                             | 1:1                                    | −                                      | Товарищеский матч                      |
| 4                                      | 11 октября 2008                        | Германия                               | 1:2                                    | −                                      | Отборочные матчи ЧМ-2010               |
| 5                                      | 12 августа 2009                        | Аргентина                              | 2:3                                    | −                                      | Товарищеский матч                      |
| 6                                      | 9 сентября 2009                        | Уэльс                                  | 3:1                                    | −                                      | Отборочные матчи ЧМ-2010               |
| 7                                      | 14 октября 2009                        | Азербайджан                            | 1:1                                    | −                                      | Отборочные матчи ЧМ-2010               |
| 8                                      | 18 ноября 2009                         | Словения                               | 0:1                                    | −                                      | Отборочные матчи ЧМ-2010               |
| 9                                      | 3 марта 2010                           | Венгрия                                | 1:1                                    | −                                      | Товарищеский матч                      |
| 10                                     | 4 июня 2011                            | Армения                                | 3:1                                    | −                                      | Отборочные матчи ЧЕ-2012               |
| 11                                     | 7 июня 2011                            | Камерун                                | 0:0                                    | −                                      | Товарищеский матч                      |
| 12                                     | 14 ноября 2012                         | США                                    | 2:2                                    | −                                      | Товарищеский матч                      |

Итого: 12 матчей / 0 голов; 4 победы, 5 ничьих, 3 поражения.